# 말이야 바른 말이지
《말이야 바른 말이지》는 2023년에 개봉한 대한민국의 영화이다.

## 캐스팅
프롤로그
- 김경일
- 양현민
- 정수지

하리보
- 김우겸
- 김소형
- 국수

당신이 사는 곳이 당신이 누구인지 말해줍니다?
- 정승길
- 조윤서
- 이장건

진정성 실전편
- 신사랑
- 오경화
- 두목

손에 손잡고
- 서벽준
- 윤가이
- 김금원

새로운 마음
- 김준석
- 이태경
- 유은정